# Dead Can Dance (álbum)
Dead Can Dance es el primer álbum de estudio homónimo publicado en 1984 por la banda australiana de música darkwave neo-clásica Dead Can Dance. Lo publicó el sello inglés 4AD. El álbum estuvo influenciado por el estilo musical gótico de bandas como The Cure, Cocteau Twins o Joy Division en combinación con ritmos tribales africanos.

## Antecedentes
Lisa Gerrard y Brendan Perry, miembros fundadores de la banda, se conocieron en Melbourne (Australia) tras varias bandas fallidas. Perry entró como bajista del grupo The Scavengers que pronto cambió el nombre por el de The Marching Girls mientras que Gerrard fue la exvocalista de un grupo llamado Microfilm. Tras la disolución de The Marching Girls, Perry y Gerrard editaron su primera demo ya como Dead Can Dance en un doble casete titulado «The Fatal Impact/Ocean», demo que se regaló como obsequio junto a la compra de un número de la revista Fast Forward.

## Grabación, estilo musical y portada
Dead Can Dance se grabó en los estudios Vineyard (Londres) y se publicó bajo el sello independiente 4AD, propiedad de Ivo Watts-Russell y Peter Kent, filial de la discográfica Beggars Banquet, tras escuchar Russell una demo de la banda y haberles interesado por su sonido vanguardista.
El disco se caracterizó por su sonido punk y gótico, estilo que posteriormente acabarían abandonando,  muy parecido a los primeros trabajos de Cocteau Twins y de The Cure. Además, Perry y Gerrard fusionaron el estilo post-punk con ritmos tribales africanos en algunas de las canciones del disco como, por ejemplo, en la canción titulada «Frontier».
Durante la producción del álbum se tendió a sumergir las voces de Perry y a que las de Gerrard destacasen —como, por ejemplo, en la canción titulada «Ocean»—.
La portada del álbum representa una máscara tribal de Nueva Guinea, en la que se pensó usar como logotipo del grupo.

## Lanzamiento

### Recepción y crítica
La crítica se dividió a la hora de valorar el primer álbum de estudio de Dead Can Dance. Mientras que algunos lo describieron como «aburrido», otros lo alabaron por su «mitología», su «mística» y su «romanticismo elemental». Ned Raggett del portal Allmusic, por su parte, elogió el trabajo vocal de Gerrard en las canciones del disco.

## Listado de canciones
- Todas las canciones fueron escritas y compuestas por Dead Can Dance.

| N.º | Título              | Duración |  |
| 1.  | «The Fatal Impact»  | 3:21     |  |
| 2.  | «The Trial»         | 3:42     |  |
| 3.  | «Frontier»          | 3:13     |  |
| 4.  | «Fortune»           | 3:47     |  |
| 5.  | «Ocean»             | 3:21     |  |
| 6.  | «East Of Eden»      | 3:23     |  |
| 7.  | «Threshold»         | 3:34     |  |
| 8.  | «A Passage In Time» | 4:03     |  |
| 9.  | «Wild In The Woods» | 3:46     |  |
| 10. | «Musica Eternal»    | 3:51     |  |

Fuente: Allmusic.com

## Créditos
| Dead Can Dance - Brendan Perry - guitarrista, teclista, vocalista, bajista, yangqin - Lisa Gerrard - vocalista, yangqin - Scott Rodger - bajista - Peter Ulrich - baterista, percusionista - James Pinker - sonidista Fuente: Allmusic.com | Producción - Escrito y producido por: Dead Can Dance - Grabado en: Vineyard (Londres) - Masterizado en: Tape One - Publicado por: 4AD - Agradecimientos: Ivo Watts-Russell, Robin Guthrie, Vaughan Oliver |